# Австрало-Азійське Середземне море
Австра́ло-Аз́ійське Середзе́мне мо́ре — загальна назва групи морських басейнів, які лежать між Азією і Австралією в західній тропічній частині Тихого океану.
Найбільші моря: Південнокитайське, Яванське, Целебеське, Сулу, Банда, Арафурське і Тиморське.
Площа басейну становить близько 8 мільйонів км², глибина до 8 547 м.

## Клімат
Центральна частина акваторії моря вздовж екватора лежить у екваторіальному кліматичному поясі, акваторії моря на північ і південь від центрального поясу — в субекваторіальному. У центральному поясі увесь рік панують екваторіальні повітряні маси. Клімат жаркий і вологий зі слабкими нестійкими вітрами. Сезонні амплітуди температури повітря часто менші за добові. Зволоження надмірне, часті зливи й грози. На периферійних ділянках влітку переважають екваторіальні повітряні маси, а взимку — тропічні. Сезонні амплітуди температури повітря незначні. У літньо-осінній період часто формуються тропічні циклони.

## Біологія
В акваторії моря виділяють наступні морські зоогеографічні провінції й екорегіони в них:
- Південнокитайське море (Тонкінська затока, Південнокитайське узбережжя, острови Південнокитайського моря);
- Зондський шельф (Сіамська затока, Південновьєтнамське узбережжя, Яванське море, Малаккська протока);
- Західний кораловий трикутник (Північний Калімантан, Східнофіліппінський, Море Сулавесі, Море Хальмахера, Папуа, Море Банда, Малі Зондські острови, Північно-східне Сулавесі);
- Сахульський шельф (Арафурське море, Архіпелаг Бонапарта, Затока Карпентарія);
- Північно-східний австралійський шельф (Торресова протока)[3].

У зоогеографічному відношенні донна фауна континентального шельфу й острівних мілин до глибини 200 м належить до індо-західнопацифічної області тропічної зони.